# 維也納氣質
參數所指定的目標頁面不存在，建議更正成存在頁面或直接建立下列一個頁面（建立前請先搜尋是否有合適的存在頁面可以取代）：
- 維也納氣質 (喜歌劇)

『維也納氣質』（德語：Wiener Blut），作品354，是小約翰史特勞斯所作的維也納華爾滋圓舞曲。
本作品名列史特勞斯的「十大華爾滋」之一。

## 樂曲解說

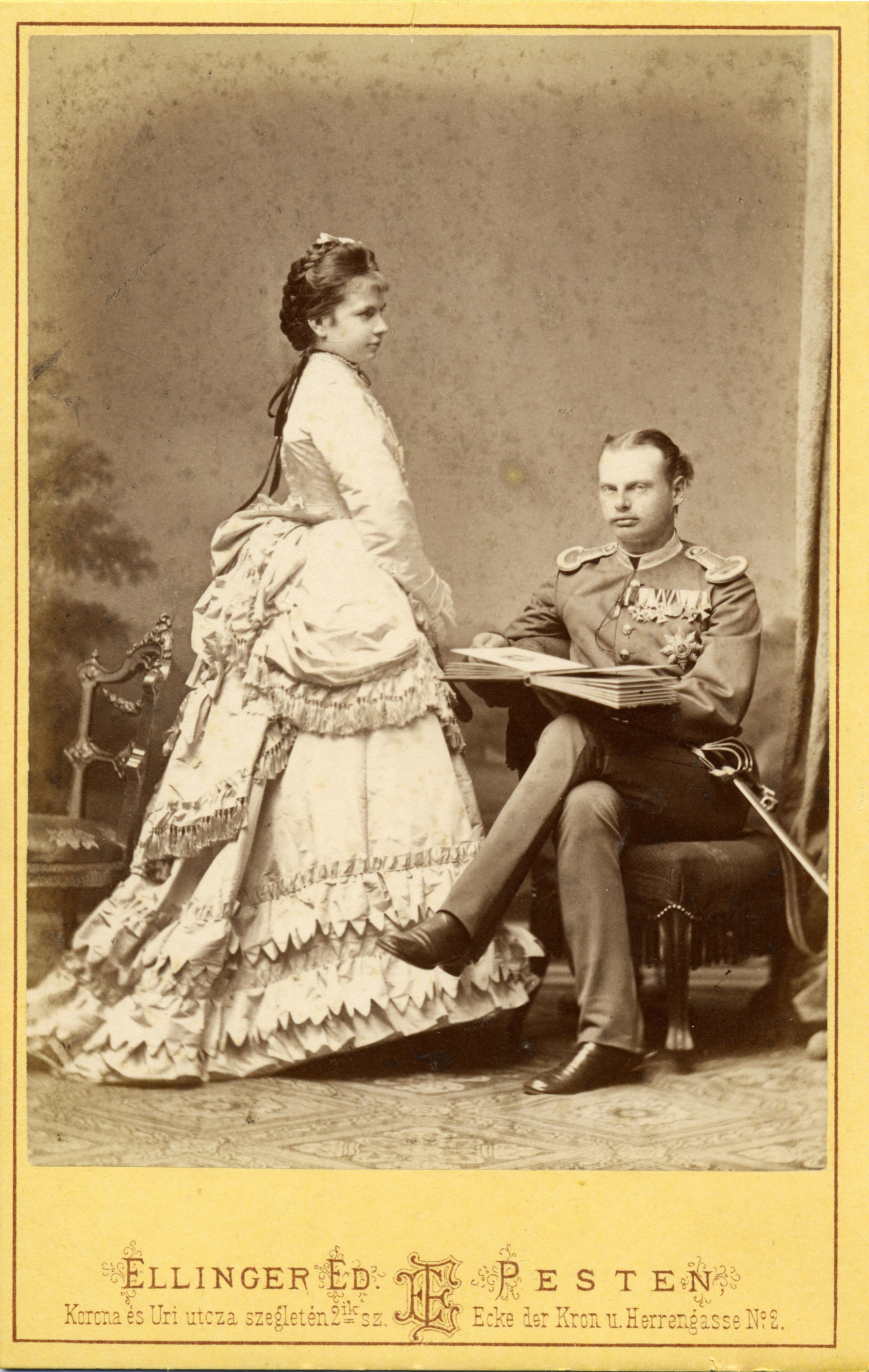
巴伐利亞的利奥波德王子和女大公吉塞拉 （1872年）

1873年4月20日，奧匈帝國皇帝法蘭茲約瑟夫一世長女吉賽拉與巴伐利亞王子利奧波德舉行婚禮。4月22日，為了慶祝婚禮而在金色大廳舉辦「宮廷歌劇舞會」，維也納氣質圓舞曲也在舞會上首演。原本舞會預計在維也納國立歌劇院舉行，然而因為當時歌劇院的舞會設備不夠完備，而改於金色大厅進行。首演時由小約翰史特勞斯指揮維也納愛樂樂團演出。
史特勞斯將曲目命名為與女大公婚禮無關的『維也納氣質』。次月5月1日維也納世界博覽會即將開幕，本曲不只作為婚禮的慶祝曲，更是為了世博會的開幕而作。

## 維也納新年音樂會
在維也納新年音樂會的登場如下。
- 1941年 - 克萊門斯·克勞斯指揮
- 1951年 - 克萊門斯·克勞斯指揮
- 1955年 - 威利·博斯科夫斯基指揮
- 1958年 - 威利·博斯科夫斯基指揮
- 1960年 - 威利·博斯科夫斯基指揮
- 1971年 - 威利·博斯科夫斯基指揮
- 1980年 - 洛林·馬捷爾指揮
- 1984年 - 洛林·馬捷爾指揮
- 1990年 - 祖賓梅塔指揮
- 2002年 - 小澤征爾指揮

## 外部連結
- ワルツ『ウィーン気質』の楽譜 - 国際楽譜ライブラリープロジェクト。PDFとして無料で入手可能。
- Johann Strauss (Sohn) Wiener Blut / Walzer op. 354 (1873) （页面存档备份，存于） - ウィーン・ヨハン・シュトラウス管弦楽団（WJSO）による解説文。